# 范德格坑
范德格拉夫环形山(Van de Graaff)是一处由二座陨坑合并而成的横"8"字形大型撞击构造，位于月球背面的智海东北侧，约形成于酒海纪，其名称取自美国物理学家罗伯特·杰米森·范德格拉夫(1901年-1967年)，1970年被国际天文学联合会正式批准接受。

## 描述

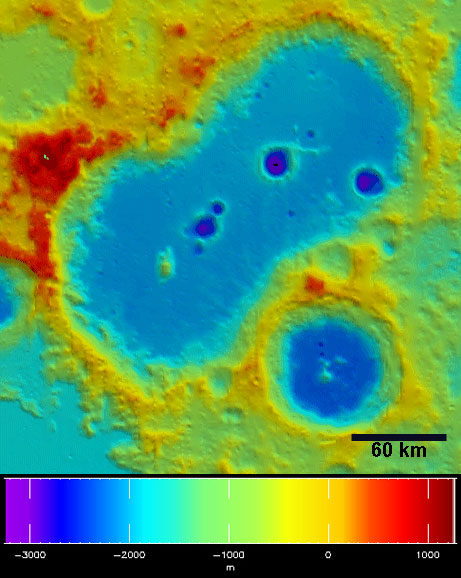
月球勘测轨道飞行器激光测距仪成像图

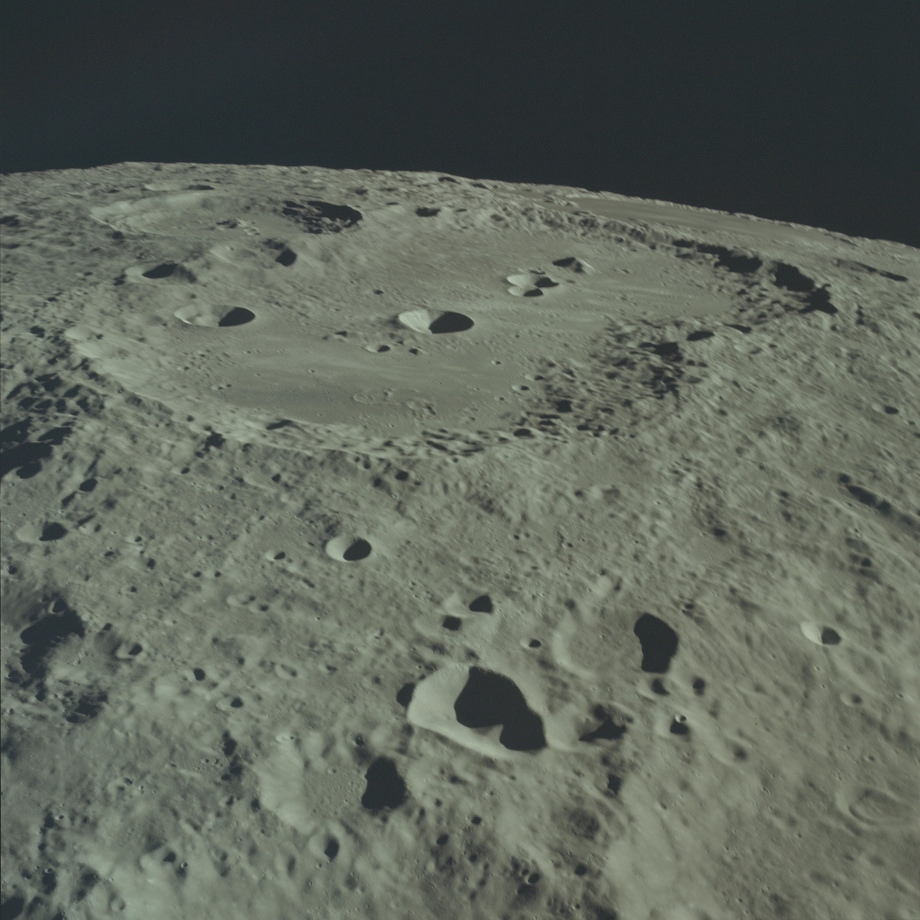
阿波罗17号的范德格拉夫坑南向斜视图。美国宇航局照片。

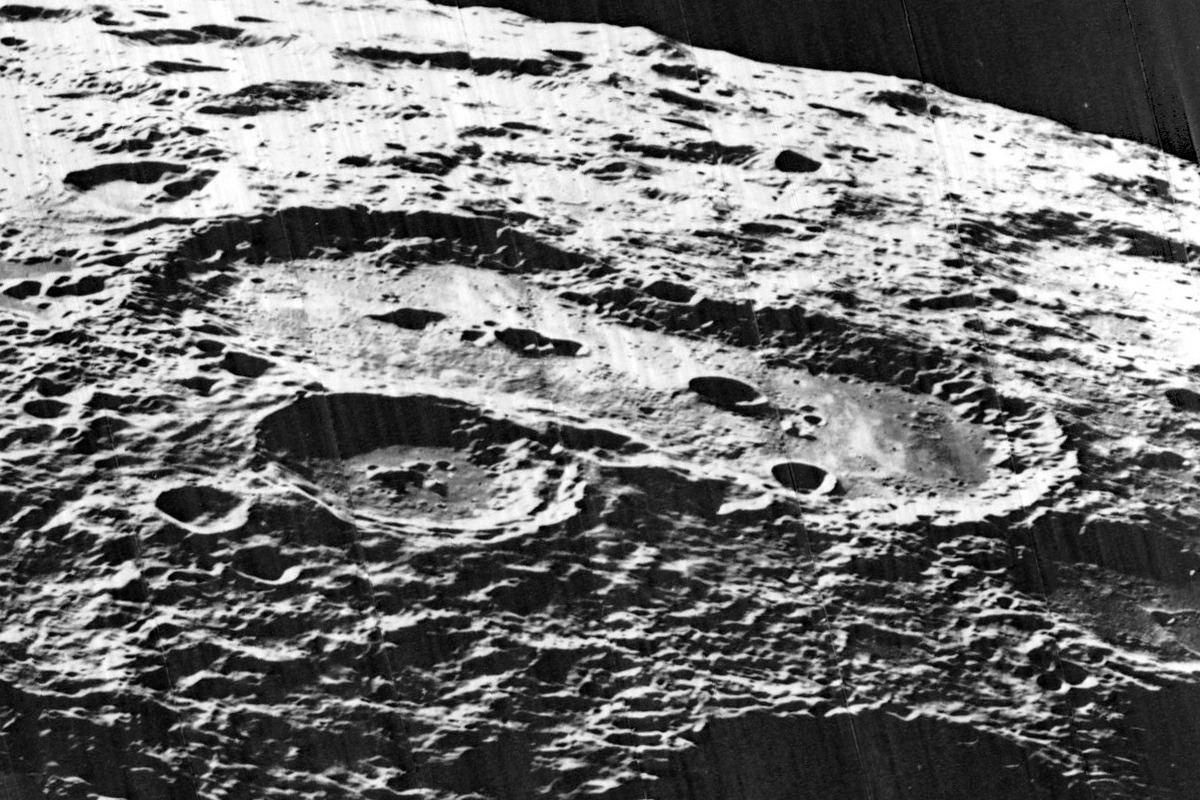
月球轨道器5号拍摄的西向斜视图

该陨坑西侧毗邻泽林斯基环形山；北边坐落着艾特肯环形山和费尔特拉格特环形山；拿索环形山位于它的东面；其南面则附靠着伯克兰环形山。
该环形山的中心月面坐标为30°10′S 174°01′E / 30.17°S 174.01°E，直径240.47公里，深度4.97公里。右下照片是阿波罗17号拍摄的南向斜视图，南北方向颠倒。
范德格拉夫环形山的边缘已遭受侵蚀，损毁相当严重。沿西南外壁保存有阶地状结构，而东南壁上覆盖着二座小卫星坑，往西南则伯克兰环形山；该环形山的坑壁平均高出周边地形2080米。西南半坑显示有一座醒目的中央峰，而东北半坑表面则更平坦，二座半坑中间没有分隔的坑壁。东北部坑底由较深的岩石-可能为月海玄武岩构成；环内侧壁有一圈异常的沟槽纹理。从伯克兰环形山和智海延伸过来的高反照率涡状地质构造覆盖了面积超过10000平方公里的区域。
该陨坑形成于39.2-45亿年前，很可能发生了二个同时产生的撞击，所溅射的喷发物相互作用，导致二座陨坑中间没有形成坑壁或山脊结构。该陨坑也位于雨海盆地的对跖点，其内侧壁上的异常溝槽结构也被认为是雨海形成时的大撞击，传至该一面的强大震波所造成的，這些能量最有可能創造出溝槽的外觀，如震動觸發的滑坡，虽然来自撞击溅射的沉积物叢集也可以形成沟槽的外观。

## 磁异常
阿波罗15号发射的子卫星，从平均距月球48公里的环月轨道上发现到范德格拉夫环形山有磁异常，测绘的图表显示了该地区的局部磁场较月球本身的自然磁场更强，这可能与前述的涡状地质构造有关系。反过来，它又明显揭示了雨海大撞击形成的震波对月壳造成的巨大变化。另外，该陨坑的放射性水平略高于典型的月表背景，主要是陨坑中存在富含钍的克里普矿物(由钾、稀土元素和磷构成)。

## 备选登陆点
范德格拉夫环形山曾被列入美国星座太空计划的关注点，但该计划在2010年2月初已被搁置。

## 衛星坑

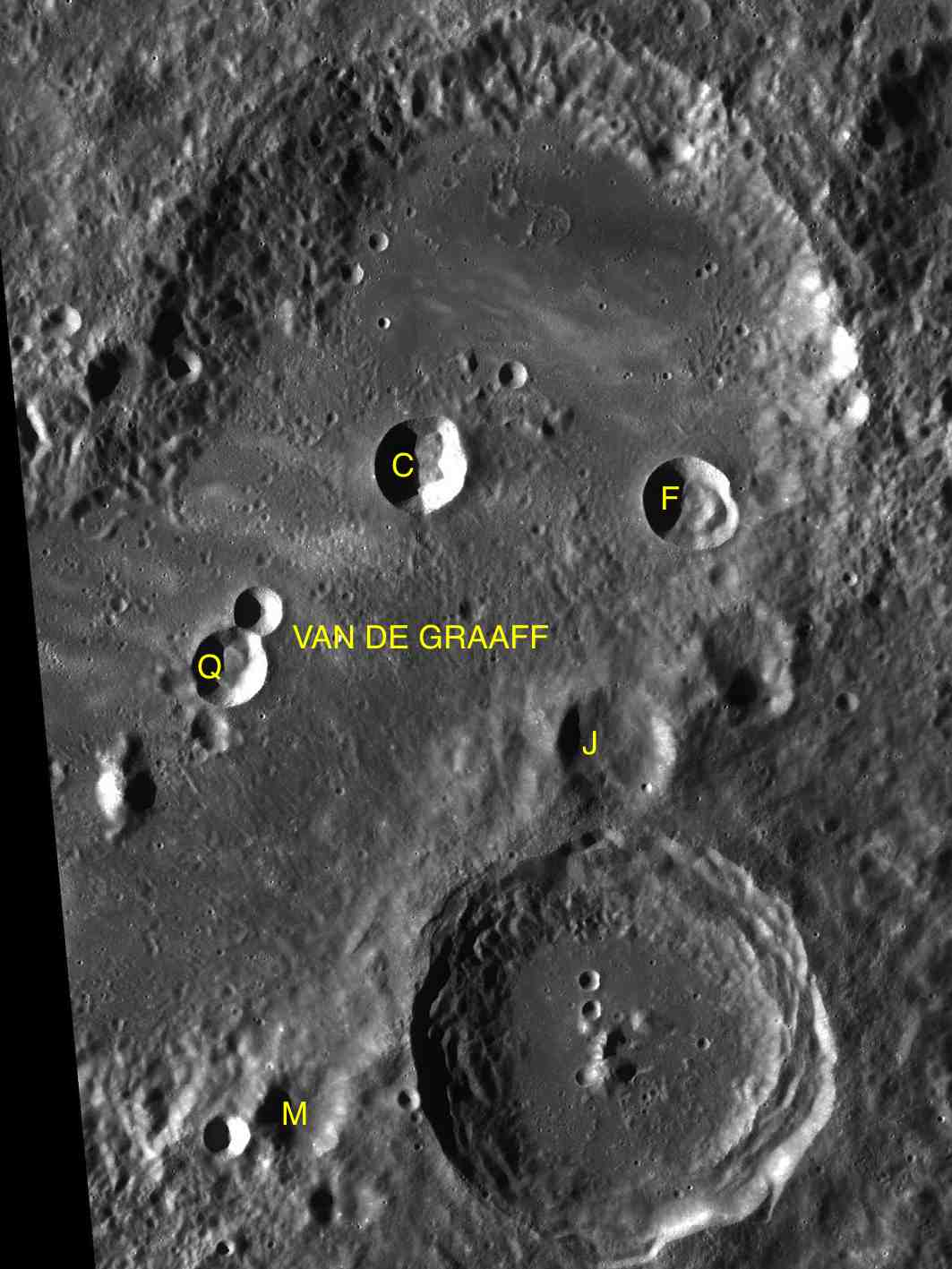
LAC-104 月图

按惯例，最靠近范德格拉夫环形山的卫星坑在月图上以字母标注在该坑中心点的旁边。
| 范德格拉夫 | 緯度    | 經度     | 直徑    |
| ---------- | ------- | -------- | ------- |
| C          | 26.6° S | 172.8° E | 20 公里 |
| F          | 26.8° S | 174.6° E | 20 公里 |
| J          | 28.5° S | 174.1° E | 25 公里 |
| M          | 30.6° S | 171.5° E | 19 公里 |
| Q          | 27.6° S | 171.3° E | 15 公里 |